# Hanna Staub
Hanna Staub (* 26. August 2001) ist eine deutsche Skeletonpilotin.

## Karriere
In der Saison 2018/19 nahm sie zum ersten Mal an den deutschen Skeleton-Meisterschaften teil. In Altenberg belegte sie nach zwei Läufen den zwölften Platz bei 17. Starterinnen. Ein Jahr später bei den deutschen Meisterschaften 2020, welche am 9. November 2019 in Königssee ausgetragen wurden, belegte sie den neunten Platz. Zudem qualifizierte sie sich für das Europacup-Team, sodass sie am 8. Dezember 2019 in Winterberg ihr Debüt im Skeleton-Europacup geben durfte. In Winterberg schaffte sie es hinter den beiden Britinnen Hannah Stevenson und Amelia Coltman gleich bei ihren Debüt den dritten Platz zu belegen. Eine Woche später belegte sie beim zweiten Europacup-Rennen der Saison am Königssee hinter Amelia Coltman und ihrer eigenen Teamkollegin Josefa Schellmoser erneut den dritten Platz. Einen Tag später belegte sie am 15. Dezember 2019 beim zweiten Rennen auf der Kunsteisbahn Königssee den fünften Platz. Am Ende der Saison 2019/20 belegte sie in der Gesamtwertung des Europacup-Weltcups den fünften Platz mit 299 Punkten und war damit die beste Deutsche.